# Карамышевский район
Карамышевский район — административно-территориальная единица в составе Ленинградской и Псковской областей РСФСР, существовавшая в 1927—1931 и 1935—1963 годах.

## Район в 1927—1931 годах
Карамышевский район в составе Псковского округа Ленинградской области был образован в 1927 году. В район вошло 11 сельсоветов: Больше-Загорский, Виделебский, Воробьевский, Горский, Задорожский, Заройский, Красногорский, Лопатинский, Мелетовский, Ручьевский, Староненский.
В 1928 году были упразднены Воробьевский, Заройский, Красногорский с/с; образованы Кебский, Пикалихинский, Талецкий, Шевелевский с/с; Виделебский с/с переименован в Выставский.
В 1929 году упразднён Кебский с/с.
В 1930 году в результате ликвидации окружного деления Карамышевский район перешёл в прямое подчинение Ленинградской области.
В 1931 году Карамышевский район был упразднён, а его территория передана в состав Псковского района.

## Район в 1935—1963 годах
Вторично Карамышевский район в составе Псковского округа Ленинградской области был образован в 1935 году. В район вошло 11 сельсоветов: Больше-Загорский, Выставский, Горский, Задорожский, Лопатинский, Мелетовский, Пикалихинский, Ручьевский, Староненский, Талецкий, Шевелевский, переданные из Псковского района.
В 1940 году в связи с ликвидацией Псковского округа район перешёл в прямое подчинение Ленинградской области.
В 1944 году района вошёл в состав Псковской области.
В 1954 году Горский и Мелетовский с/с были присоединены к Большезагорскому, Шевелевский к Выставскому, Задорожский к Пихалинскому, Ручьевский к Талецкому.
В 1958 году образован Задорожский с/с.
В 1959 году к району присоединены Больше-Петский, Верхнемостский, Ладыгинский, Листвинский, Митрофановский, Рысцевский, Скрыповский, Славковский, Сокоевский, Шмойловский с/с из упразднённого Славковского района.
В 1960 году упразднены Листвинский, Рысцевский, Шмойловский с/с. Талецский с/с присоединён к Большезагорскому, Лыдгинский к Митрофановскому, Больше-Петский к Славковскому. Лопатинский и Сокоевский с/с объединены в Осиновичский с/с, Пикалихинский и Староненский — в Карамышевский.
В 1963 году Карамышевский район был упразднён, а его территория разделена между Псковским (Большезагорский, Выставский, Задрожский, Карамышевский, Осиновичский с/с) и Порховским (Верхнемостский, Митрофановский, Скрыповский, Славковский с/с) районами.